# Ubari
Ubari (en árabe: أوباري‎, en lenguas bereberes: ⴰⵡⴱⴰⵔⵉ también transliterado como Awbari) es una ciudad oasis y la capital del distrito Wadi Al Hayaa, en la región de Fezzan, en el sudoeste de Libia. Se encuentra en la parte de Libia ocupada por el desierto del Sahara. Fue la capital de la antigua baladiyah (distrito) llamado también Awbari, en el suroeste del país.

## Demografía
La población, según estimación de 2010, era de 24.918 habitantes.

## Guerra civil libia de 2011
Durante la rebelión en Libia de 2011 la ciudad fue capturada por las fuerzas del Consejo Nacional de Transición el 22 de septiembre de 2011. El 19 de noviembre de 2011, Saif al Islam Gadafi y unos pocos asociados a él fueron capturados y detenidos  cuando trataban de huir a la vecina Níger.